# Yass (Musik)
Yass war ein Musik-Genre und eine kulturelle Bewegung in Polen der 1990er Jahre. Es gilt als eines der bedeutendsten kulturellen Phänomene des post-kommunistischen Polen. Die Aktivität der Yass-Szene konzentrierte sich auf die Städte Bydgoszcz und Gdańsk, doch unter ihrem direkten oder indirekten Einfluss standen und stehen bis heute Musiker aus vielen anderen Teilen Polens. Mit der Zeit entwickelte sich der Bydgoszczer Club Mózg (dt. Gehirn) zum Zentrum der Yass-Szene.
Der Yass entstand in starker Abgrenzung von der damaligen polnischen Jazz-Szene und wurde von ihr über lange Zeit nicht akzeptiert (obwohl es einzelne Musiker gab, die die „Yasser“ durchaus anerkannten, so z. B. Tomasz Stańko oder Jan „Ptaszyn“ Wróblewski).
Als Autor des Begriffs Yass gilt Ryszard „Tymon“ Tymański, Leader zahlreicher Projekte der Subkultur, inkl. des „Flaggschiffs“ des Yass – die Band Miłość. Die Yass-Musik verband Elemente des Jazz (insbesondere Free Jazz), der modernen Improvisationsmusik, der Rockmusik, des Punk und Folk.
Als die ersten Yass-Alben gelten die 1992 veröffentlichten Tańce bydgoskie der Band Trytony und Miłość von Miłość.
Eine charakteristische Eigenschaft der Yass-Bewegung war die große Zahl oft kurzlebiger Projekte, die z. T. nur für einen Live-Auftritt ad hoc gegründet und benannt wurden. Zu den wichtigsten Gruppen des Genres gehörten: Miłość, (Maestro) Trytony, Łoskot, Mazzoll & Arhythmic Perfection.